# Będziechowo

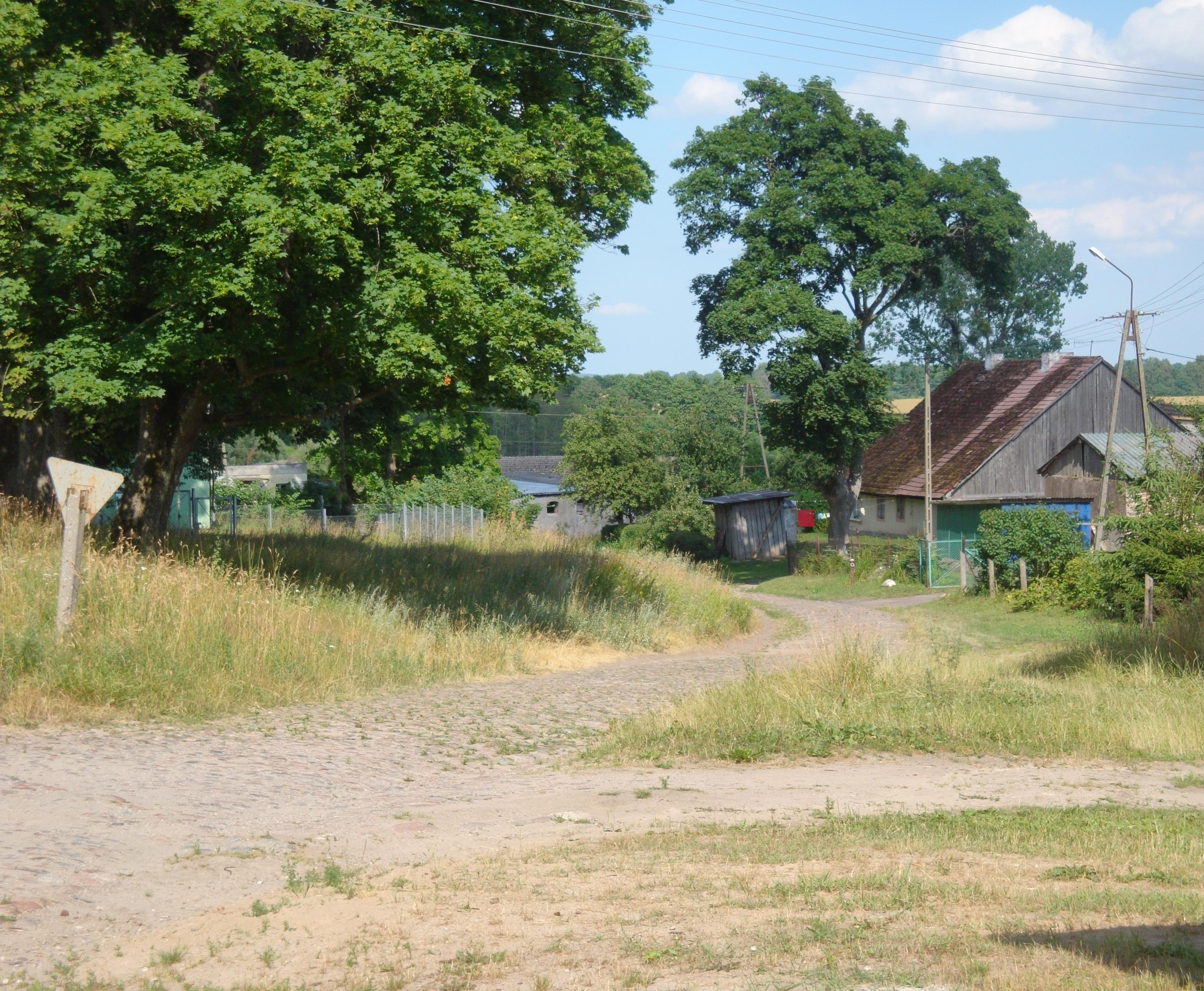

Będziechowo (kaszb. Bãzechòwò, Bãzëchòwò lub też Bãdzëkòwò, niem. Bandsechow) – wieś kaszubska w Polsce położona w województwie pomorskim, w powiecie słupskim, w gminie Główczyce.
W czasie funkcjonowania gromad wieś była siedzibą gromady Bezwola. W latach 1975–1998 miejscowość administracyjnie należała do województwa słupskiego.
We wsi był przystanek kolejowy Będziechowo.

## Nazwa
Nazwa, wzmiankowana po raz pierwszy w formie Bansekow w 1569, ma genezę słowiańską i charakter dzierżawczy. Powstała przez dodanie do pomorskiej nazwy osobowej *Bądexъ (por. pol. Będzieciech) formantu -owo. Friedrich Lorentz odnotował formę nazwy w lokalnych gwarach słowińskich: Bą̃zäχɵvɵ wraz z nazwami mieszkańców: Bą̃zäχɵvjȯu̯n, Bą̃zäχɵvjȯu̯nkă „będziechowianin, będziechowianka”. Niemiecka nazwa Bandsechow jest adaptacją fonetyczną pierwotnej nazwy słowiańskiej.
Rada Języka Kaszubskiego proponuje kaszubską formę nazwy Bãzechòwò.